# Xavier Salado
Xavier Salado, né le 18 août 1917 à Frenda (près de Tiaret, en Algérie) et décédé le 22 avril 2002 à Paris 13e, fut un homme politique français. 
Il est ingénieur-typographe. 
Il est élu député pour la formation administrative des Élus d'Algérie et du Sahara au Tiaret de 1958 à 1962. Il est délégué à l'Assemblée parlementaire européenne.

## Sources
- 50 ans de parlement européen